# 雪小僧
「雪小僧」（ゆきこぞう）は、1991年2月5日にリリースされた三橋美智也のシングル。

## 解説
キングレコード創業60年目という節目の年に出され、作曲の林伊佐緒が三橋に提供した最後の作品となった。

## 収録曲
1. 雪小僧
  - 作詞:横井弘／作曲:林伊佐緒／編曲:川上英一
2. 紅の櫛
  - 作詞:横井弘／作曲:林伊佐緒／編曲:川上英一

| スタブアイコン | サブスタブ | この項目は、まだ閲覧者の調べものの参照としては役立たない、シングルに関連した書きかけの項目です。この項目を加筆・訂正などしてくださる協力者を求めています（P:音楽/PJ:楽曲）。 |